# I-Zen @ Kiara II
Le I-Zen @ Kiara II  est un gratte-ciel de 142 mètres de hauteur construit en 2008 à Kuala Lumpur en Malaisie dans le quartier de Mont Kiara.
Il abrite des logements sur 35 étages